# Episodi di Dalziel and Pascoe (undicesima stagione)
Lista degli episodi della undicesima stagione della serie televisiva Dalziel and Pascoe.
| N° | Titolo originale        | Titolo italiano | Prima TV UK       | Prima TV Italia |
| -- | ----------------------- | --------------- | ----------------- | --------------- |
| 1  | The Cave Woman - Part 1 |                 | 3 settembre 2006  |                 |
| 2  | The Cave Woman - Part 2 |                 | 4 settembre 2006  |                 |
| 3  | Fallen Angel - Part 1   |                 | 10 settembre 2006 |                 |
| 4  | Fallen Angel - Part 2   |                 | 11 settembre 2006 |                 |